# Domingos Gonçalves
Domingos André Maciel Gonçalves (Barcelos, 13 de febrero de 1989) es un ciclista portugués. Su hermano José Gonçalves también fue ciclista profesional.
En diciembre de 2019 la UCI le suspendió temporalmente debido a una anomalía en su pasaporte biológico que data entre 2016 y 2018. La sanción definitiva llegó el 28 de enero de 2021, siendo sancionado con cuatro años, hasta el 11 de diciembre de 2023, y se le anularon todos sus resultados desde el 11 de julio de 2018.

## Palmarés
2013
- 1 etapa de la Vuelta a Portugal del Futuro
- 2.º en el Campeonato de Portugal Contrarreloj

2017
- Campeonato de Portugal Contrarreloj

2018
- Campeonato de Portugal Contrarreloj
- Campeonato de Portugal en Ruta
- 2.º en los Juegos Mediterráneos Contrarreloj

## Resultados en Grandes Vueltas y Campeonatos del Mundo
| Carrera              | Carrera              | 2012 | 2013 | 2014 | 2015 | 2016 | 2017 | 2018 | 2019 |
| -------------------- | -------------------- | ---- | ---- | ---- | ---- | ---- | ---- | ---- | ---- |
|                      | Giro de Italia       | —    | —    | —    | —    | —    | —    | —    | —    |
|                      | Tour de Francia      | —    | —    | —    | —    | —    | —    | —    | —    |
|                      | Vuelta a España      | —    | —    | —    | —    | —    | —    | —    | Ab.  |
| Mundial Contrarreloj | Mundial Contrarreloj | —    | —    | —    | —    | —    | —    | 41.º | —    |

—: no participa

Ab.: abandono

## Equipos
- Onda (2012-2013)
  - Onda (2012)
  - Rádio Popular-Onda (2013)
- La Pomme Marseille 13 (2014)
- Efapel (2015)
- Caja Rural-Seguros RGA (2016)
- RP-Boavista (2017-2018)
- Caja Rural-Seguros RGA (2019)